# Astragalus subdjenarensis
Astragalus subdjenarensis är en ärtväxtart som beskrevs av L.I.Vassiljeva. Astragalus subdjenarensis ingår i släktet vedlar, och familjen ärtväxter. Inga underarter finns listade i Catalogue of Life.